# Aeronca Aircraft
L'Aeronca, acronimo di Aeronautical Corporation of America, con sede a Middletown, nello Stato dell'Ohio, Stati Uniti è una azienda produttrice di motori aeronautici, componenti aeronautici e telai per l'aviazione civile e per l'industria della difesa.
Negli anni trenta e anni quaranta, l'azienda fu uno dei principali costruttori aeronautici nel settore dell'aviazione generale.
l'Aeronca è oggi una divisione della Magellan Aerospace, che produce componenti per aerei, missili, e veicoli spaziali.

## Storia

### Origini

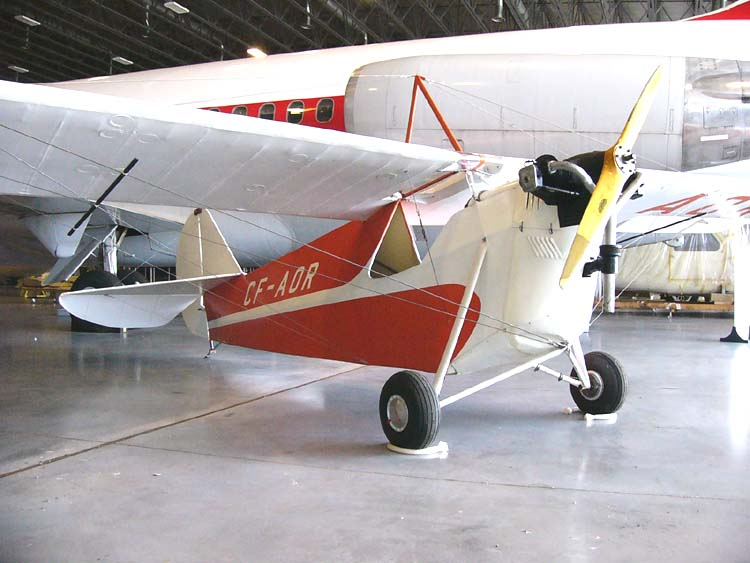
Un Aeronca C-2 numero di registrazione CF-AOR al Canada Aviation Museum, di Rockcliffe (Ottawa) nello Stato dell'Ontario, 2006

L'Aeronca Aircraft Corporation fu fondata l'11 novembre 1928 a Cincinnati in Ohio presso l'Aeroporto di Lunken, con il supporto finanziario e politico della potente famiglia Taft e del futuro senatore dell'Ohio Robert A. Taft che ne fu uno dei primi direttori.
L'Aeronca divenne la prima azienda a costruire con successo aerei progettati specificamente per l'aviazione generale.
La produzione incominciò nel 1929 con un monoplano progettato da Jean A. Roche, il C-2, il quale fu soprannominato "the Flying Bathtub" (la vasca da bagno volante).
Il successivo modello importante fu lo Scout del 1937, un biposto che fu sviluppato nelle versioni Chief e Super Chief l'anno successivo.
Nel 1937 una forte inondazione distrusse completamente l'aeroporto di Lunken, prima sede dell'Aeronca, spazzando via la fabbrica con quasi tutti i progetti.
A questo punto fu deciso di spostare l'attività in una zona più sicura e fu scelta la vicina località di Middletown sempre in Ohio dove la Società ha sede tuttora.
Tutti gli aeroplani prodotti dal 1929 al 1937 sono conosciuti come gli "Aeronca di Lunken".
La produzione nel nuovo impianto cominciò il 5 giugno 1940 con i modelli Chief e Super Chief dello Scout.

### Seconda guerra mondiale

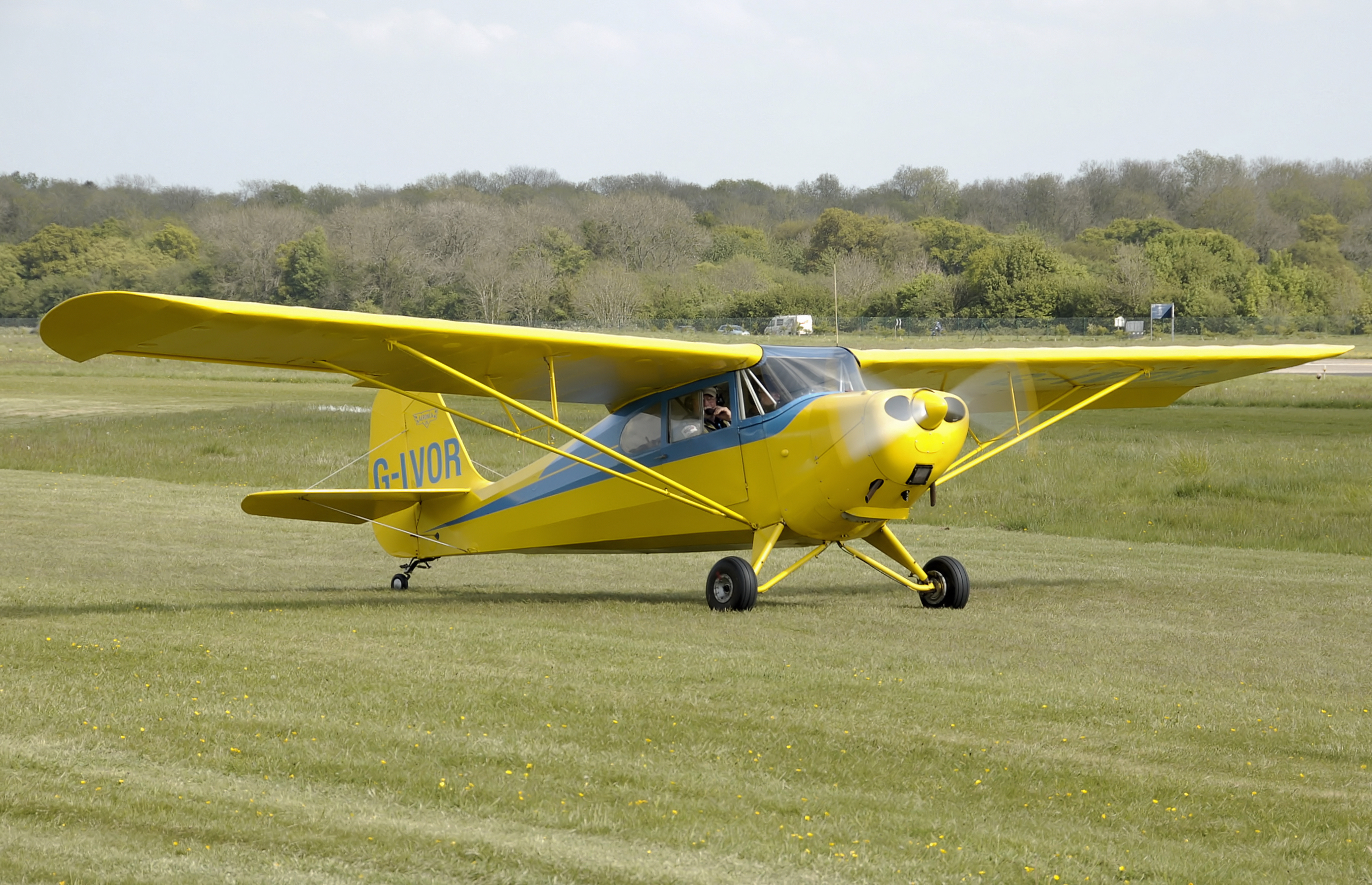
Un Aeronca 11AC Chief del 1940

Il Defender, una versione da addestramento del Chief dotato di due posti in tandem con quello posteriore rialzato, fu largamente adoperato dai piloti dell'Aviazione dell'Esercito degli Stati Uniti durante la seconda querra mondiale.
Altri modelli, usati per osservazione e collegamento, furono gli L-3, L-16 e gli O-58.

### Dopoguerra
Nel 1945, dopo la fine della guerra, l'Aeronca ritornò alla produzione civile con due nuovi modelli, il 7AC Champion e l'11AC Chief.
Anche se il Champion condivideva la posizione in tandem dei suoi due posti con l'addestratore del periodo bellico e il Chief condivideva il nome con il modello prebellico, entrambi erano di progettazione completamente nuova.
Essendo stati sviluppati insieme i due modelli avevano in comune l'80% dei componenti.
Tuttavia fu il Champion ad ottenere il favore del pubblico, con un rapporto di vendite di 4 a 1 sull'altro modello.
Tra il 1945 e il 1951, furono prodotti circa 8.000 Champion mentre, nello stesso periodo furono prodotti circa 2.000 Chief.

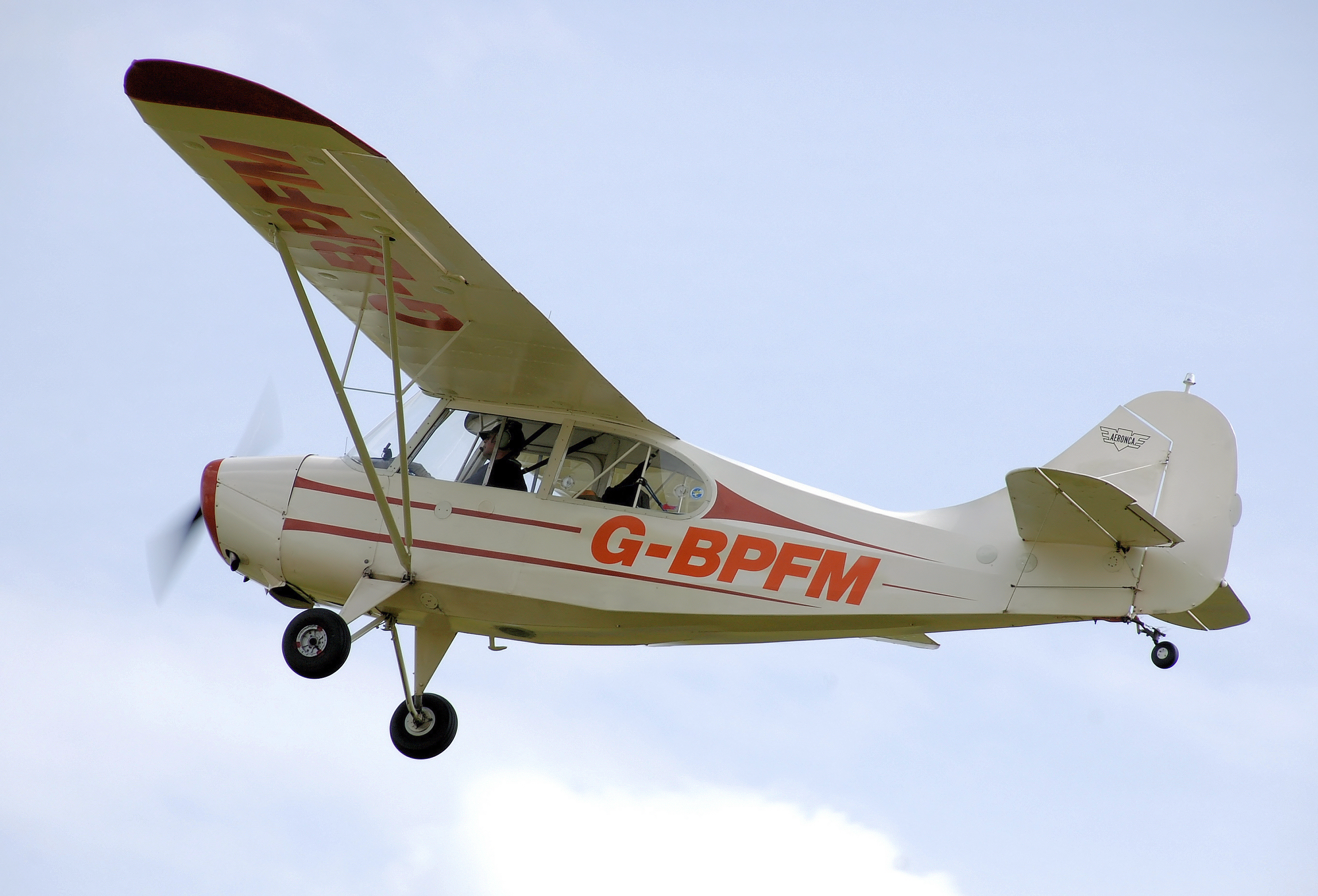
Un 7AC Champion del 1946

### Nuova proprietà
L'Aeronca cessò la costruzione di aerei leggeri nel 1951 e nel 1954 vendette i progetti del Champion ad una nuova Società, la Champion Aircraft Corporation di Osceola nel Wisconsin, che continuò a produrlo anche in un nuovo modello derivato, il Citabria.
Il progetto del venerabile apparecchio fu acquistato dalla Bellanca Aircraft Company nel 1970 e di nuovo dalla American Champion nel 1988, presso la quale rimane in produzione.
Nel 1978 l'Aeronca pianificò di riprendere la produzione di aerei con il prototipo Foxjet ST600 ma il progetto fu successivamente abbandonato per la mancanza di disponibilità dei motori WR-44.
Oggi l'Aeronca costruisce componenti per aziende aerospaziali tra cui la Boeing, la Northrop Grumman, la Lockheed e la Airbus.
Nei suoi 23 anni di costruttore civile e militare l'azienda ha costruito 17.408 aerei suddivisi in 55 versioni differenti.

## Modelli costruiti
- Aeronca C-4- biplano cabinato.
- Aeronca C-2-  monomotore monoposto monoplano ad ala alta del 1929
- Aeronca C-3-  biposto (affiancati) sviluppato nel 1931 dall'Aeronca C-2
- Aeronca C-100 - 1931
- Aeronca L - 1935
- Aeronca K - 1937
- Aeronca 50 Chief - 1938
- Aeronca 65 Super Chief - 1938
- Aeronca Defender - 1938
- Aeronca L-3 - 1941
- Aeronca TG-5 - 1942
- Aeronca LNR - 1942
- Aeronca L-16 - 1944
- Aeronca 7 Champion - 1945
- Aeronca 11 Chief - 1945
- Aeronca 15 Sedan - 1947
- Aeronca Arrow - 1947
- Aeronca Chum -(1946)

## Motori
- Aeronca E-107
- Aeronca E-113